# Shut Down
«Shut Down» — песня южнокорейской гёрл-группы Black Pink, выпущенная 16 сентября 2022 года лейблами YG Entertainment и Interscope Records в качестве второго сингла со второго студийного альбома Born Pink (2022).

## Предыстория и релиз
31 июля 2022 года на всех аккаунтах Blackpink в социальных сетях был выложен тизер, который анонсировал выход нового альбома в сентябре. 19 августа был выпущен предрелизный сингл под названием «Pink Venom». 24 августа YG Entertainment объявила, что участницы Blackpink снимают клип на съемочной площадке в провинции Кёнгидо в Южной Корее. YG заявил, что группа готовится к запланированному мировому турне и возвращению на сцену. «Они усердно работают над графиком, чтобы выполнить свои обещания перед поклонниками» — говорится в заявлении, и далее добавляется, что «все песни альбома — это кристаллы, которые напишут новую историю для Blackpink. Однако заглавная песня, в частности, станет песней, которая удивит поклонников во всем мире. Музыкальное видео также поднимет статус K-Pop с невиданной ранее разницей».
6 сентября 2022 года в социальных сетях Blackpink был опубликован главный постер второго сингла Shut Down. С 10 по 13 сентября были выпущены постеры с каждой из участниц группы. Также 13 сентября был выпущен тизер к клипу. 16 сентября было выпущено музыкальное видео.

## Творческая группа

### Место съемок клипа
- Провинция Кёнгидо[4]

### Участники записи
| - Джису — ведущая вокалистка - Дженни — основной рэпер, вокалистка - Розэ — основная вокалистка, ведущий танцор - Лиса — основной танцор, ведущий рэпер, сабвокалистка | - Тедди Пак — автор текста, композитор - 24 — композитор - Дэнни Чан — автор текста - Vince — автор текста |

## Композиция
«Shut Down» представляет собой «капризный» трек, в основе которого лежит хип-хоп, струны, бас, звуки трэпа и классическую скрипку. Песня использует начало третьей части второго концерта итальянского композитора Никколо Паганини, которая известна как «La Campanella». YG Entertainment охарактеризовали название песни как «интуитивное, однако странно напряженное», отметив, что «Shut Down — это слово, означающее закрытие определённого пространства».
В отличие от оригинального произведени], написанной в тональности си минор, «Shut Down» была написана в тональности до минор с темпом 110 ударов в минуту.

## Музыкальное видео

Часть клипа Shut Down с Джису

Тизер к клипу был выпущен 13 сентября 2022 года, а официальный клип — 16 сентября 2022 года. В клипе Blackpink демонстрируют визуальные отсылки к предыдущим музыкальным видео. В клипе были также использованы декорации из предыдущих клипов (напр., реквизит из Whistle и Ddu-Du Ddu-Du). Также можно заметить отсылки на конкретные сцены: кристальный танк Дженни (Ddu-Du Ddu-Du), Джису с зонтом (Ddu-Du Ddu-Du), катана Лисы (Ddu-Du Ddu-Du) и Розэ, сидящая на люстре (Ddu-Du Ddu-Du), она же, сидящая на модели Земли (Whistle), Дженни в ванне с горящей спичкой (Playing with Fire).

## Продвижение
16 сентября группа провела встречу с обратным отсчетом (COUNTDOWN LIVE) на своем канале на YouTube, чтобы пообщаться с поклонниками, показать фрагменты из нового альбома и дать спойлеры о предстоящем мировом турне.

## Критика
| Журнал                   | Список                                           | Место | Прим.  |
| ------------------------ | ------------------------------------------------ | ----- | ------ |
| Billboard                | 100 лучших песен 2022 года                       | 91    | [ 19 ] |
| Cosmopolitan             | 15 лучших песен K-Pop 2022 года                  | 12    | [ 20 ] |
| Dazed                    | Лучшие треки к-поп 2022 года                     | 23    | [ 21 ] |
| Her Campus               | 15 лучших песен женских групп K-Pop 2022 года    | 5     | [ 22 ] |
| Hypebae                  | Лучшие песни и музыкальные клипы K-Pop 2022 года | -     | [ 23 ] |
| South China Morning Post | 15 лучших песен K-Pop 2022 года                  | 10    | [ 24 ] |
| Teen Vogue               | 79 лучших песен к-поп 2022 года                  | -     | [ 25 ] |
| Teen Vogue               | 21 лучших клипов к-поп 2022 года                 | -     | [ 26 ] |
| The Mary Sue             | 11 лучших песен к-поп 2022 года                  | 4     | [ 27 ] |

## История релиза
| Регион    | Дата             | Формат            | Лейбл         | Прим.  |
| --------- | ---------------- | ----------------- | ------------- | ------ |
| Различные | 16 сентября 2022 | Цифровая загрузка | YG Interscope | [ 28 ] |
| Германия  | 16 сентября 2022 | MC                | YG Interscope | [ 29 ] |
| Франция   | 16 сентября 2022 | MC                | YG Interscope | [ 29 ] |
| Мир       | 30 декабря 2022  | LP                | YG Interscope | [ 30 ] |

## Творческая группа

### Участники записи
| - Джису — ведущая вокалистка - Дженни — основной рэпер, вокалистка - Розэ — основная вокалистка, ведущий танцор - Лиса — основной танцор, ведущий рэпер, сабвокалистка | - Тедди Пак — текст, музыка - «24» — музыка, арранжировка - Дэнни Чан — текст - Vince — текст |

## Награды и номинации
| Год  | Премия                    | Категория                 | Результат |
| ---- | ------------------------- | ------------------------- | --------- |
| 2022 | Asian Pop Music Awards    | Лучшая арранжировка (мир) | Номинация |
| 2023 | Circle Chart Music Awards | Песня года (сентябрь)     | Победа    |

| Программа        | Дата             | Прим.  |
| ---------------- | ---------------- | ------ |
| Show Champion    | 21 сентября 2022 | [ 34 ] |
| Show Champion    | 28 сентября 2022 | [ 35 ] |
| Show Champion    | 5 октября 2022   | [ 36 ] |
| M Countdown      | 22 сентября 2022 | [ 37 ] |
| M Countdown      | 29 сентября 2022 | [ 38 ] |
| M Countdown      | 6 октября 2022   | [ 39 ] |
| Inkigayo         | 2 октября 2022   | [ 40 ] |
| Inkigayo         | 9 октября 2022   | [ 41 ] |
| Inkigayo         | 16 октября 2022  | [ 42 ] |
| Show! Music Core | 8 октября 2022   | [ 43 ] |

| Награда                 | Дата (2022) | Прим.  |
| ----------------------- | ----------- | ------ |
| Weekly Popularity Award | 26 сентября | [ 44 ] |
| Weekly Popularity Award | 3 октября   | [ 45 ] |
| Weekly Popularity Award | 10 октября  | [ 46 ] |

## Чарты
| \| Чарт (2022) \| Высшая позиция \| \| --------------------------------------- \| -------------- \| \| Австралия (ARIA)[47] \| 5 \| \| Республика Корея (Circle)[48] \| 29 \| \| Австрия (Ö3 Austria Top 40)[49] \| 24 \| \| Канада (Billboard Canadian Hot 100)[50] \| 7 \| \| Хорватия (Billboard) \| 20 \| \| Чехия (Singles Digitál Top 100)[51] \| 40 \| \| Франция (SNEP)[52] \| 51 \| \| Германия (GfK)[53] \| 31 \| \| Мир (Billboard Global 200)[54] \| 1 \| \| Греция (IFPI) \| 8[55] \| \| Япония (Japan Hot 100) \| 15[56] \| \| Гонконг (Billboard)[57] \| 1 \| \| Индия (IMI)[58] \| 4 \| \| Индонезия (Billboard)[59] \| 1 \| \| Ирландия (IRMA)[60] \| 32 \| \| Литва (AGATA)[61] \| 11 \| \| Люксембург (Billboard)[62] \| 18 \| \| Малайзия (Billboard)[63] \| 1 \| \| Нидерланды (Single Top 100)[64] \| 79 \| \| Новая Зеландия (Recorded Music NZ)[65] \| 6 \| \| Филиппины (Billboard)[66] \| 1 \| \| Перу (Billboard)[67] \| 16 \| \| Румыния (Billboard)[68] \| 20 \| \| Сингапур (RIAS)[69] \| 1 \| \| Словакия (Singles Digitál Top 100)[70] \| 17 \| \| Испания (PROMUSICAE)[71] \| 82 \| \| Швеция (Sverigetopplistan)[72] \| 92 \| \| Швейцария (Schweizer Hitparade)[73] \| 37 \| \| Китайская Республика (Billboard)[74] \| 1 \| \| Турция (Billboard)[75] \| 22 \| \| Великобритания (OCC UK Singles)[76] \| 24 \| \| США (Billboard Hot 100)[77] \| 25 \| \| США (Billboard)[78] \| 1 \| |                |
| Чарт (2022) | Высшая позиция |
| Австралия (ARIA) | 5              |
| Республика Корея (Circle) | 29             |
| Австрия (Ö3 Austria Top 40) | 24             |
| Канада (Billboard Canadian Hot 100) | 7              |
| Хорватия (Billboard) | 20             |
| Чехия (Singles Digitál Top 100) | 40             |
| Франция (SNEP) | 51             |
| Германия (GfK) | 31             |
| Мир (Billboard Global 200) | 1              |
| Греция (IFPI) | 8              |
| Япония (Japan Hot 100) | 15             |
| Гонконг (Billboard) | 1              |
| Индия (IMI) | 4              |
| Индонезия (Billboard) | 1              |
| Ирландия (IRMA) | 32             |
| Литва (AGATA) | 11             |
| Люксембург (Billboard) | 18             |
| Малайзия (Billboard) | 1              |
| Нидерланды (Single Top 100) | 79             |
| Новая Зеландия (Recorded Music NZ) | 6              |
| Филиппины (Billboard) | 1              |
| Перу (Billboard) | 16             |
| Румыния (Billboard) | 20             |
| Сингапур (RIAS) | 1              |
| Словакия (Singles Digitál Top 100) | 17             |
| Испания (PROMUSICAE) | 82             |
| Швеция (Sverigetopplistan) | 92             |
| Швейцария (Schweizer Hitparade) | 37             |
| Китайская Республика (Billboard) | 1              |
| Турция (Billboard) | 22             |
| Великобритания (OCC UK Singles) | 24             |
| США (Billboard Hot 100) | 25             |
| США (Billboard) | 1              |